# Olympische Jugend-Sommerspiele 2010/Teilnehmer (Nicaragua)
| Gelbes Symbol für Goldmedaillen mit stilisierten Olympischen Ringen | Graues Symbol für Silbermedaillen mit stilisierten Olympischen Ringen | Braundes Symbol für Bronzemedaillen mit stilisierten Olympischen Ringen |
| ------------------------------------------------------------------- | --------------------------------------------------------------------- | ----------------------------------------------------------------------- |
| —                                                                   | —                                                                     | —                                                                       |

Die Jugend-Olympiamannschaft aus Nicaragua für die I. Olympischen Jugend-Sommerspiele vom 14. bis 26. August 2010 in Singapur bestand aus drei Athleten.

## Athleten nach Sportarten

### Ringen
Jungen
- José González
Griechisch-römisch bis 69 kg: 8. Platz

### Schwimmen
| Mädchen - Fabiola Espinoza 50 m Freistil: 41. Platz 200 m Freistil: 41. Platz | Jungen - Cristofer Jiménez 100 m Freistil: 50. Platz 100 m Schmetterling: 33. Platz |